# モスクワ国立アカデミーフィルハーモニー
モスクワ国立アカデミーフィルハーモニー（露: Московская государственная академическая филармония）は世界有数のコンサート主催団体であり、モスクワ市内の数々のコンサートホール、またその他のロシア国内や海外で年間3000を超えるコンサートを主催している。 所在 モスクワ・フィルハーモニーの主要管理部門はトリウムファリナヤ広場にあるチャイコフスキー・コンサートホール内に置かれている。2007年に室内楽ホールがオープンした。このホールの入り口へはチャイコフスキー・ホールのロビーを通る。室内楽ホールがチャイコフスキー・ホールと同じ建物内にあると誤解する人が多いが、実際には別々の建物であり、トヴェルスカヤ通りにある１ブロックの中庭に所在している（29番3号）。 2014年、モスクワ南西部のオリンピック選手村の中にかつてあった劇場の建物が改築された後に「フィルハーモニーⅡ」として知られる4つのホールからなる複合施設となった。

## 歴史

### ソ連時代
フィルハーモニーは教育人民委員のアナトリー・ルナチャルスキーの発案により1921年に創設された。全ソ連時代にわたり国内外にソ連の最も優れた演奏家を紹介するという重要な役割を果たして来た。ニコライ・ミヤコフスキーが率いるフィルハーモニーの芸術評議会は、1920年代に当時世界的に最も著名な指揮者たち、オットー・クレンペラー、ヘルマン・アーベントロート、エーリヒ・クライバー、エルネスト・アンセルメらをモスクワに初めて紹介した。 それに続く10年間はアルトゥール・ルービンシュタイン、エフレム・ジンバリスト、ヤッシャ・ハイフェッツ、マリアン・アンダーソンといった音楽家らの演奏会が開かれた。またフィルハーモニーはダリウス・ミヨー、アルテュール・オネゲル、バルトーク・ベーラといった現代ヨーロッパの偉大な作曲家たちをモスクワの聴衆に紹介した。 フィルハーモニーは1923年に、後に世界的名声を得るベートーヴェン弦楽四重奏楽団（英語: Beethoven Quartet）の公演を初めて行った。1928年、フィルハーモニー組織内に新楽団「ソフィラ」が設置され、ソ連の優れた指揮者ニコライ・ゴロワノフ、アレクサンドル・オルロフが指導者となった。 1930年代に、フィルハーモニーの提唱で全ソ連音楽コンクールが行われたが、その入賞者はエミール・ギレリス、スヴャトスラフ・クヌシェヴィツキー、ヤコフ・フリエール、ダヴィッド・オイストラフ、ヴェーラ・ドゥロワ（英語: Vera Dulova）等のソ連の新進演奏家であった。
1936年にフィルハーモニー内にソ連国立交響楽団が創設された際、アレクサンドル・ガウクが芸術監督兼主席指揮者に就任した。1937年には演奏者の構成員が大幅に増員され、80名を超える独奏者を抱えるようになったが、その中にはニーナ・ドルリアク（ロシア語: Дорлиак, Нина Львовна）、デボラ・パントフェリ＝ネチェツカヤ（ロシア語: Пантофель-Нечецкая, Дебора Яковлевна）等の女性歌手、ピアニストのマリヤ・グリンベルク、ヤコフ・フリエール、ユーリー・ブリュシコフ（ロシア語: Брюшков, Юрий Васильевич）、ミロン・ポリャーキン（英語: Miron Polyakin）、ミハイル・フィフテンホルツなどが含まれた。 さらにフィルハーモニーは第一回全ソ連指揮者コンクールを主催し、新世代の優れた指揮者にとっての登竜門となった。その入賞者にはエフゲニー・ムラヴィンスキー、ナタン・ラフリン、コンスタンティン・イワノフ、キリル・コンドラシン、アレクサンドル・メリク＝パシャーエフ等がいる。第二次世界大戦の開戦も近い1940年10月12日にはチャイコフスキー・コンサートホール（ロシア語: Концертный зал имени П. И. Чайковского）の杮落としが盛大に行われた。 フィルハーモニーは戦時中もコンサート活動を中断しなかった。その代表的な例として、徴兵された若者のためのコンサートが戦争開始後2日目の1941年6月23日からモスクワ全地域で行われ、最初の10日間で1000を超えるコンサートが行われた。終戦の年に、フィルハーモニーは重要なコンサートを数回開催した。ラフマニノフの全交響曲やプロコフィエフの「終戦の頌詩」の初演を含む大演奏会がサムイル・サモスードの指揮で開かれた。全ソ連音楽コンクールにはスヴャトスラフ・リヒテル、ムスティスラフ・ロストロポーヴィチ、ヴィクトル・メルジャーノフ、ヤコフ・スロボトキン（ロシア語: Слободкин, Яков Павлович）、ユリアン・シトコヴェツキーといった若き演奏家たちが参加した。 戦後、ボロディン弦楽四重奏団、チャイコフスキー弦楽四重奏団、ジョルジェ・エネスク、コダーイ・ゾルターンといったヴァイオリニストや作曲家がフィルハーモニーのポスターに初めて掲載された。またラフマニノフ生誕75周年（1948年）を記念してアレクサンドル・ガウカが復元し指揮をした ラフマニノフの交響曲第1番がモスクワで初演された。

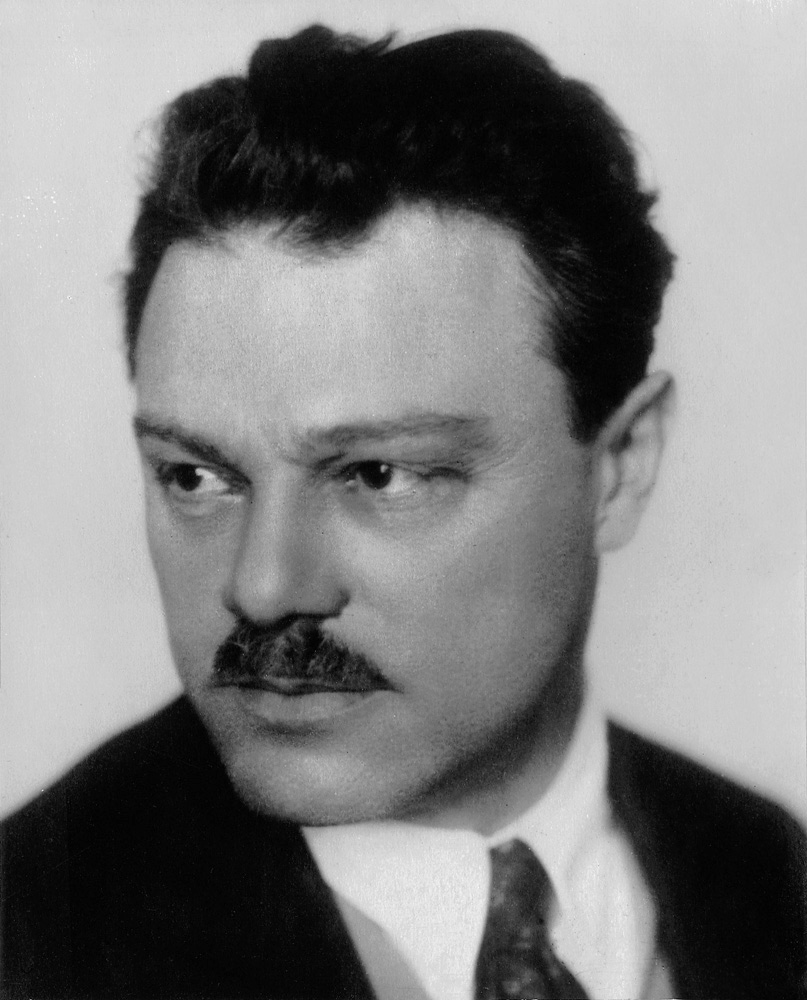
モスクワ・フィルハーモニー管弦楽団の初代芸術監督であるサムイル・サモスード

1950年台初めに全ソ連ラジオ委員会内に管弦楽団が創設され、1953年からモスクワ・フィルハーモニー管弦楽団と名称が変わり、その初代芸術監督となったのはサムイル・サモスードであった。 モスクワ・フィルハーモニーにとって1956年は重要な年であった。有名なアルト歌手兼指揮者のルドルフ・バルシャイはロシア初の室内楽団の設立を提案し、それは後に「モスクワ室内楽団」と名づけられた。また同年、ロンドン・フィルハーモニー管弦楽団（指揮エイドリアン・ボールト）、ライプツィヒ・ゲヴァントハウス管弦楽団（指揮フランツ・コンヴィチュニー）、フィラデルフィア管弦楽団（指揮ユージン・オーマンディ）、ボストン交響楽団（指揮シャルル・ミュンシュ）等の世界有数の楽団がモスクワで演奏を行った。 50年代に、モスクワ・フィルハーモニーは徐々にソ連人作曲家のレパートリー:交響曲第7番 (プロコフィエフ)(1952)、交響曲第11番 (ショスタコーヴィチ)(1957)、悲愴オラトリオ（ゲオルギー・スヴィリードフ）(1959)を加えていった。1958年、フィルハーモニーは第1回チャイコフスキー国際コンクールの主催者に名を連ねた。指揮者のレオポルド・ストコフスキー、クルト・マズア、ユージン・オーマンディ、レナード・バーンスタイン、アンドレ・クリュイタンス、イーゴリ・マルケヴィチ、チェリストのパブロ・カザルス、ピアニストのグレン・グールドといった海外の優れた演奏家の公演も引き続き行われた。
1960年、モスクワ交響楽団にとって新たなページが開かれた。キリル・コンドラシンが指揮者に就任し、その指導により楽団はあっという間に世界的名声を獲得しソ連をリードする楽団の一つとなったのである。60年代の初めにはストラヴィンスキー記念事業としてヘルベルト・フォン・カラヤン指揮のウィーン・フィルハーモニー管弦楽団と、ロバート・ショウ指揮による合唱と室内楽団の演奏会が行われた。1963年、フィルハーモニーは芸術祭「ロシアの冬」（露: Русская зима）を主催し、翌年にはさらに「モスクワの星」（露: Московские звёзды）を始めて開催した。
60年代半ばに、国内初の古音楽アンサンブル「マドリガル」がチェンバロ奏者兼作曲家のアンドレイ・ヴォルコンスキーの下で創設された。国立ソ連交響楽団の芸術監督兼主席指揮者としてエフゲニー・スヴェトラーノフが就任した。モスクワ交響楽団は初のアメリカ公演を行い、その返礼としてジョージ・セル指揮のクリーヴランド管弦楽団とジュリアード弦楽四重奏団がソ連を訪れた。フィルハーモニーの若い独奏者の層が拡大した。1966年フィルハーモニーにニコライ・ペトロフ、ウラジミール・クライネフが加わり、4年後にはさらにヴィクトル・トレチャコフ、ヴィクトリア・ポストニコワ、ウラディーミル・スピヴァコフ、オレグ・カガンらが加わった。 1970年から80年代にかけては、フィルハーモニーは大きな人気を誇る世界有数の海外演奏家や著名な楽団を定期的に招待しモスクワやその他の都市での公演を行った。中でも特に「モスクワにおける英国音楽の日」という音楽祭ではベンジャミン・ブリテン指揮のロンドン交響楽団やソロとしてピーター・ピアーズ、ジョン・リル、スヴャトスラフ・リヒテル、ムスティスラフ・ロストロポーヴィチらが演奏を行った。1973年には小澤征爾指揮のサンフランシスコ交響楽団がモスクワで公演を行った。また1977年には ディートリヒ・フィッシャー＝ディースカウのモスクワ初公演がリヒテルとの共演で実現した。
1980年、モスクワ・フィルハーモニーのソリストや楽団は第20回モスクワ夏季オリンピックの文化プログラムに参加した。その年の記念すべき行事としては、ポーランドの作曲家ヴィトルト・ルトスワフスキの記念小コンサートや、アカデミーフィルハーモニーのメンバーとして「古楽アカデミー」（露: Академия старинной музыки）や「コンチェルティーノ」などの新たなグループの加入、音楽院の大ホールにおいてはウラジーミル・ホロヴィッツの伝説的コンサートとズービン・メータ指揮ニューヨーク・フィルハーモニックの公演などが行なわれた。

### 1990年代
90年代の初めに、フィルハーモニーはゲオルク・ショルティ指揮によるシカゴ交響楽団、ズービン・メータ指揮でイツァーク・パールマン共演イスラエル・フィルハーモニー管弦楽団の公演を行った。また90年代を代表する行事としては、「ロシア正教音楽祭」や「ボロディン弦楽四重奏団成立50周年記念祭」、「ヴィクトル・トレチャコフ生誕５０周年記念]」、「モスクワ建国850周年コンサート」などの多様な催しが開催された。
1996年にロシア連邦文化大臣の令によりモスクワ・フィルハーモニーに「アカデミー」の名が与えられた。
1998年、モスクワフィルハーモニーアカデミー交響楽団の首席指揮者にソ連の人民芸術家ユーリ・シモノフが就任した。

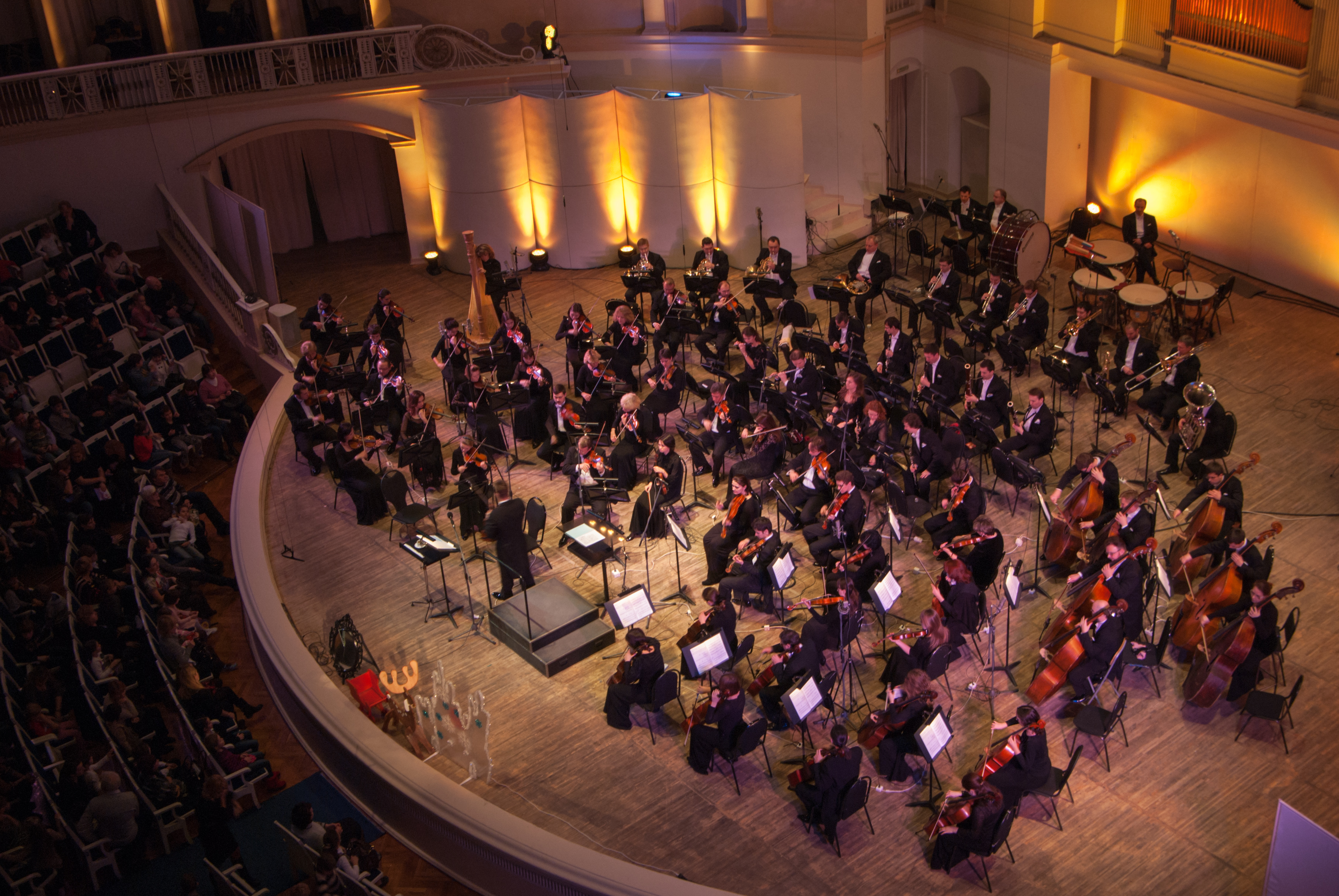
モスクワ・フィルハーモニー管弦楽団

### 2000年代
2000年代の始まりと共に、フィルハーモニーが主催する演奏会に出演する著名な演奏家や楽団が格段に増えた。ダニエル・バレンボイム指揮のウィーン・フィルハーモニー管弦楽団 、サイモン・ラトル指揮のベルリン・フィルハーモニー管弦楽団、アンサンブル「ベルリン・フィルハーモニーの12人のチェロ楽団」、ロリン・マゼール指揮のアルトゥーロ・トスカニーニオーケストラ、マリス・ヤンソンス指揮のバイエルン放送交響楽団、スカラ座室内楽オーケストラ、ヴァレリー・ゲルギエフ指揮のロンドン交響楽団、作曲家兼指揮者のクシシュトフ・ペンデレツキ、また高名なソリストとしてはパトリシア・チオフィ、マルカンドレ・アムラン、アルフレート・ブレンデル、マウリツィオ・ポリーニ等が相次いでモスクワ公演を行った。 2000年からは「オレグ・カガン記念音楽祭」が毎年開催され、2005年には「オルガンの900年祭」や「ギター超絶技巧音楽祭」が開催された。「アルフレート・シュニトケ生誕70周年記念音楽祭」は2004年に、「ドミートリイ・ショスタコーヴィチ生誕100周年記念音楽祭」は2006年に、ロストロポーヴィチ記念音楽祭」は2008年にそれぞれ成功裏に開催された。　フィルハーモニーはまた国内の活動や地域間の共同事業にも大きな力を注いでおり、「全ロシアフィルハーモニーシーズン」というプログラムの枠内でフィルハーモニーの優秀な楽団や独奏者がカリニングラードからウラジオストクまでの国内数十カ所を訪れ、毎年120以上のコンサートを開いている。2008-2009年度のフィルハーモニーの活動はより充実し、これまでとは逆に地方の優れた楽団がモスクワのチャイコフスキー・ホールで演奏会を行った。 2007年12月、チャイコフスキー・ホールの建物内に95席の室内楽ホールがオープンした。これを機にフィルハーモニーのコンサートプログラムのレパートリーにおける現代音楽の比重が増え、最前衛の潮流も含まれることになった。この流れはフェスティバル「新空間」（露: Другое пространство）の開催で実を結んだ。室内楽ホールはまた、フィルハーモニーが主催する「若き音楽家の活用プログラム」の主要拠点となっており、プログラム中の主要コンサートである「フィルハーモニー・デビュー」（露: Филармонический дебют）はここで開催されている。

### 現在
2014年、ロシア連邦文化省の主導で、かつてのウラジーミル・ナザロフが監督する国家音楽劇場の敷地に建つオリンピック選手村アミューズメント施設を基に、「フィルハーモニーⅡ」（露: Филармония-2）と名付けられたコンサート複合施設が建設された。このプロジェクトを実行したのはフィルハーモニーであった。2014年12月23日にオープンした大ホールには「ラフマニノフ記念ホール」の名称が与えられた。 2017年1月16日、複合施設内にさらに「小ホール」、「ゲームホール」、「バーチャルホール」（映画館）の3つのホールがオープンした。「バーチャルホール」は166席で、国内外の大規模イベントの放送や、国内外のミュージカル映画などの上映が行われる。「ゲームホール」では幼児対象の行事が開催される。新しいホールのオープニングセレモニーは当時のロシア大統領ドミートリー・メドヴェージェフと当時の文化大臣ウラジーミル・メジンスキーが参加して行われた。

## 現行のホール
- チャイコフスキー・コンサートホール
- ラフマニノフ・コンサートホール（フィルハーモニーⅡ附属）
- 小ホール（フィルハーモニーⅡ附属）
- ゲームホール（フィルハーモニーⅡ附属）
- バーチャルホール（フィルハーモニーⅡ附属）
- 室内音楽ホール
- 大コンサートホール

## 楽団
- モスクワ・フィルハーモニー管弦楽団
- ロシア国立映画管弦楽団
- ピャトニツキー合唱団（国立民謡合唱団）
- ロシア国立青年管弦楽団
- 国立モイセーエフバレエ団
- 国立ビリョースカ舞踊団
- 国立室内音楽団
- モスクワ現代音楽団
- マドリガル楽団
- 古典音楽団
- GAMアンサンブル（アクチュアルミュージックギャラリー）
- 独奏者

### ピアニスト
- ニコライ・ルガンスキー
- デニス・マツーエフ
- ボリス・ベレゾフスキー
- エカテリーナ・メチェーティナ
- フィリップ・コパチェフスキー
- ドミトリー・マスレエフ

### ヴァイオリニスト
- ニキータ・ボリソグレブスキー
- アイレン・プリッチン
- イワン・ポチェキン
- ミハイル・ポチェキン

### チェロ奏者
- セルゲイ・アントーノフ
- アレクサンドル・ラム

## リンク
- モスクワフィルハーモニーの公式サイト
- モスクワ州アカデミックフィルハーモニーの憲章